# Umberto Bonadè
Umberto Bonadè (* 2. Januar 1909 in Piacenza; † 2. November 1992 ebenda) war ein italienischer Ruderer. 
Bei den Olympischen Spielen 1928 in Amsterdam nahmen im Vierer ohne Steuermann insgesamt sechs Boote teil. Der italienische Vierer mit Cesare Rossi, Pietro Freschi, Umberto Bonadè und Paolo Gennari gewann seinen Vorlauf gegen die Mannschaft des Gastgeberlandes. Im Halbfinale unterlagen die Italiener gegen das Boot aus den Vereinigten Staaten, hatten aber mit der Halbfinalteilnahme die Bronzemedaille sicher. In der gleichen Besetzung gewann das italienische Boot die Titel bei den Europameisterschaften 1929 und 1930. 
Rossi, Freschi und Bonadè gehörten zur Feuerwehr in Piacenza.